# Nido de víboras (película de 2020)
Nido de víboras (en hangul, 지푸라기라도 잡고 싶은 짐승들; romanización revisada del coreano: Jipuragirado Jabgo Sipeun Jibseungdeul) es una película surcoreana de 2020, escrita y dirigida por Kim Yong-hoon y protagonizada por Jeon Do-yeon, Jung Woo-sung, Bae Seong-woo y Jung Man-sik. Está basada en la novela japonesa de 2011 con el mismo tírtulo original (Wara ni mo sugaru kemonotachi, 'Bestias que agarran pajitas'). Se presentó en el 49.º Festival Internacional de Cine de Róterdam el 25 de enero de 2020, y se estrenó en Corea del Sur el 19 de febrero del mismo año.

## Sinopsis
Nido de víboras cuenta la historia de ocho personajes que viven en una ciudad portuaria entre graves dificultades, codiciando una bolsa llena de dinero, cada uno impulsado por diferentes deseos y objetivos. La película está dividida en seis capítulos.
Joong-Man fue el dueño de una tienda que ahora está en bancarrota, por lo que trabaja como empleado de medio tiempo en una sauna, cuidando a su madre enferma. Un día, mientras está en el trabajo, encuentra una bolsa que contiene mucho dinero en un casillero y decide esconderla en el almacén, para poder apropiarse de ella en caso de que nadie se presente a reclamarla. Cuando es despedido de la sauna, va a recuperarla, pero alguien se percibe de ello.
Tae-Young es un oficial de aduanas que le debe una gran suma a un gánster para saldar la deuda de su exnovia Yeon-Hee, de quien no ha tenido noticias en varias semanas; para conseguir dinero organiza una estafa .
Mi-ran, por su parte, es una anfitriona que trabaja en un bar solo para hombres, mientras su marido, un hombre muy violento, la espera en casa y la maltrata. Uno de sus clientes se ofrece a matarlo a cambio de una parte de la póliza del seguro de vida que ella cobraría, pero las cosas no salen bien.
Los destinos de estos tres personajes y sus vidas inevitablemente se entrelazan a través de ese maletín lleno de dinero, con el cual cada uno de ellos intenta salir del problema en el que se ha metido.

## Reparto

### Principal
- Jeon Do-yeon como Yeon-hee, la dueña de un bar que sueña con una nueva vida con un montón de dinero en efectivo.[7][8]
- Jung Woo-sung como Tae-young, el amante de Yeon-hee, un oficial de aduanas que es engañado por ella y planea su venganza.[8][9]
- Bae Seong-woo como Joong-man.[10]
- Youn Yuh-jung como Soon-ja, la madre de Joong-man, una anciana que padece demencia.[11][12]
- Jin Kyung como Young Sun, la mujer de Joong-man, cuida de su suegra y trabaja en el servicio de limpieza en el aeropuerto.[13][14]
- Shin Hyun-bin como Mi-ran, una joven que trabaja como acompañante en un bar para hombres, mientras en casa sufre la violencia de su marido y la familia está ahogada por las deudas.[15][16]
- Jung Man-sik como Park Doo-man, un usurero despiadado.[17]
- Jung Ga-ram como Jin-tae, un chino inmigrante ilegal que conoce a Mi-ran en el bar y se ofrece a ayudarla.[18][19]

### Secundario
- Bae Jin-woong como Catfish, ayudante de Park Doo-man.[20]
- Heo Dong-won como el gerente de la sauna del hotel donde trabaja Joog-man.[20]
- Kim Jun-han como Jae-hoon, el marido de Mi-ran.[20]
- Park Ji-hwan como Carpa, familiar lejano de Tae-young, que trabaja de encargado en un bar solo para hombres.[20]
- Jang Eui-don como un detective.
- Kim Dae-han como un gánster de Park Doo-man.
- Kwok Hyuk-bum como Yoon-ho.
- Lee Yi-dam como la hija de Joog-man.[21]
- Lim Ho-jun como gerente del bar.
- Shim So-young como la propietaria de la floristería.
- Jo Jae-wan como un detective en la sauna.

### Apariciones especiales
- Yoon Je-moon como Myung-goo.[22][23]

## Producción
La película se basa en la novela Wara ni mo sugaru kemonotachi, del escritor japonés Keisuke Sone, pero se eliminaron elementos exclusivos de la cultura japonesa y se cambió el final. Sone, aficionado al cine surcoreano, dio el visto bueno al guion.
Se trata del debut como director con una película comercial del director Kim Yong-hoon. Este mostró primero el guion a Jeon Do-yeon, que aceptó participar en la obra y convenció además a Youn Yuh-jung para que se uniera también ella. Pese a que Jeon Do-yeon y Jung Woo-sung tienen una larga trayectoria como actores, 31 y 27 años respectivamente en el momento de rodar la película, fue la primera vez que actúan juntos. El rodaje se realizó en Jeonju desde el 30 de agosto hasta el 30 de noviembre de 2018. Jeon, protagonista aunque su personaje aparece solo a mitad de la trama, se incorporó al rodaje un mes después del inicio.
La película se presentó el 13 de enero de 2020 en rueda de prensa celebrada en Megabox Seongsu, Seongdong-gu, Seúl. Los actores Jeon Do-yeon, Jung Woo-sung, Yoon Yeo-jeong y el director Kim Yong-hoon asistieron al acto.

## Estreno y recepción
Nido de víboras tuvo su estreno mundial en el Festival Internacional de Cine de Róterdam, en la sección competitiva Tigre, el 25 de enero de 2020.
El estreno en su país estaba programado para el 12 de febrero de 2020, pero se pospuso una semana como consecuencia del agravamiento de la pandemia de Covid-19, y esperando que remitiera. No sucedió tal cosa y el filme acusó la drástica caída de espectadores, pese a lo cual terminó su primer fin de semana encabezando la recaudación con 223 000 entradas vendidas en 991 salas. Terminó recaudando en su país el equivalente a 4 138 000 dólares, con 629 279 espectadores.

### Crítica
Sergio F. Pinilla (Cinemanía) la presenta como una película que sorprende desde el principio, pues aunque parte de un recurso habitual (el hallazgo de un tesoro), se desarrolla «de una manera original y endiablada, provocando que el espectador tenga que reconstruir mentalmente la narrativa asincrónica de su montaje en paralelo». Y concluye: «La mezcolanza de géneros habitual, el humor grotesco a lo Coen (pero con un punto más de acidez) y la presencia de actrices como Youn Yuh-jung (la abuela de Minari), convierte a este filme en una de las experiencias más estimulantes y recónditas de la temporada».
También Jay Weissberg (Variety) menciona la presencia del cine de los hermanos Coen, y por otra parte la acumulación de los clichés del género en lo que define como «un divertido jugueteo coreano» a partir de «una bolsa de Louis Vuitton llena de dinero en efectivo [que] se convierte en el catalizador de una cadena de eventos en cascada que Kim construye audazmente de forma no cronológica, utilizando divisiones de capítulos [...] un viaje de placer sobrecargado pero divertido».
Neil Young (The Hollywood Reporter) señala que la película arranca con dificultades debido a la inexperiencia del sirector y a una trama deliberadamente confusa, pero a partir de la hora, ya con Jeon Do-yeon dominando el centro de la escena, «los diversos elementos de la trama encajan con una suave precisión a medida que los cuerpos comienzan a amontonarse». Concluye: «exige atención y paciencia, pero felizmente termina recompensando ampliamente a ambos».
Según Panos Kotzathanasis (HanCinema), que destaca las actuaciones del reparto protagonista en una película que «exige mucho de los actores», Nido de víboras presenta «una gran historia y una implementación cinematográfica igual en una de las películas más entretenidas y mejor filmadas del año».

## Premios y nominaciones
| Año  | Premios                                                      | Categoría                                       | Candidato       | Resultado | Ref.          |
| ---- | ------------------------------------------------------------ | ----------------------------------------------- | --------------- | --------- | ------------- |
| 2020 | 49.º Festival Internacional de Cine de Róterdam              | Concurso Tigre - Premio Especial del Jurado     | Nido de víboras | Ganadora  | [ 33 ] [ 34 ] |
| 2020 | 22.º Festival de Cine del Extremo Oriente                    | Mención especial de honor - Premio Gelso Bianco | Nido de víboras | Ganadora  | [ 35 ] [ 36 ] |
| 2020 | 29.º Premios Buil Film                                       | Mejor actor                                     | Jung Woo-sung   | Nominado  | [ 37 ] [ 38 ] |
| 2020 | 29.º Premios Buil Film                                       | Mejor actriz                                    | Jeon Do-yeon    | Nominada  | [ 37 ] [ 38 ] |
| 2020 | 40.º Premios de la Asociación Coreana de Críticos de Cine    | 10 mejores películas                            | Nido de víboras | Ganadora  | [ 39 ]        |
| 2020 | 10.º Premios AACTA                                           | Mejor película asiática                         | Nido de víboras | Nominada  |               |
| 2020 | 7.º Premios de la Asociación de Productores de Cine de Corea | Mejor montaje                                   | Han Mi-yeon     | Ganador   | [ 40 ]        |
| 2020 | Premios Cine 21                                              | Mejor productor                                 | Jang Won-seok   | Ganador   | [ 41 ]        |
| 2021 | 41.º Premios Blue Dragon Film                                | Mejor actriz principal                          | Jeon Do-yeon    | Nominada  | [ 42 ]        |
| 2021 | 41.º Premios Blue Dragon Film                                | Mejor actriz revelación                         | Shin Hyun-bin   | Nominada  | [ 42 ]        |
| 2021 | 41.º Premios Blue Dragon Film                                | Mejor montaje                                   | Han Mi-yeon     | Ganador   | [ 42 ]        |
| 2021 | 26.º Premios Chunsa Film Art                                 | Mejor actriz                                    | Jeon Do-yeon    | Ganadora  | [ 43 ] [ 44 ] |